# Community Resources Against Street Hoodlums
Community Resources Against Street Hoodlums, C.R.A.S.H. (Общественные ресурсы против уличных бандитов) был специальным отделом департамента полиции Лос-Анджелеса, образованным в начале 1970-х, главным образом, для борьбы с увеличивающейся проблемой банд в Лос-Анджелесе. Каждое из 18 подразделений имело отдел CRASH, первичная цель которого состояла в том, чтобы снизить уровень организованной преступности в Лос-Анджелесе, который повысился прежде всего из-за увеличения торговли наркотиками.
В дополнение к предотвращению преступлений, совершаемых бандами, офицеры CRASH также должны были получать информацию об определенной банде, порученной им, и передавать эти сведения между районами. «Свобода передвижения и деятельности» и «фанатичный» характер офицеров CRASH приводила в некоторых случаях к противоречиям как внутри подразделений, так и между целыми отделами CRASH.
В марте 2000 года штат CRASH был постепенно сокращён и заменён схожим по роду деятельности отделом по борьбе с бандитизмом. Минимальные требования для службы в этом отделе выше, чем были в CRASH, чтобы повысить профессионализм персонала и снизить количество жалоб от граждан. Главные категории правонарушений и преступлений в 2000 году в Лос-Анджелесе увеличились по отношению к таковым в предыдущем году, когда штат CRASH не был урезан. В 1980-х уровень насилия со стороны организованной преступности значительно возрос в результате распространения торговли наркотиками (определенно введение крэка-кокаина). Однако большинство экспертов криминологии и социологии вне органов охраны правопорядка приписывали увеличение активности организованной преступности сильному сокращению прожиточного минимума на рынке труда в урбанизированном Лос-Анджелесе и росту нелегального рынка наркотиков, а не к активности отделов CRASH.

## Операция Молот
Операция Молот (англ. Hummer) была инициативой отдела CRASH, повысившего в 1987 году активность по борьбе с насилием со стороны организованной преступности в Южном Лос-Анджелесе. В ответ на увеличивающееся насилие банд и убийство в стиле drive-by, приведшего к смерти семи человек, руководитель полиции Дэрил Гейтс направил группу офицеров CRASH для ареста подозреваемых. На пике этой операции в апреле 1988 года, 1453 человека были арестованы одной тысячей полицейских за одни выходные. В то время как одни признали её успешной, другие обвинили LAPD в расизме; полагая, что в ходе Операции Молот было использовано жёсткое расовое профилирование, нацеленное на aфроамериканскую и испанскую молодежь, которая была отмечена как «городские террористы» и «безжалостные убийцы». Однако сторонники операции считали, что дискриминации не было, так как арест каждого бандита был юридически полностью обоснован.

## Скандал в CRASH
Каждое патрульное подразделение LAPD имело отдел CRASH. Один из самых видных отделов CRASH был размещен в LAPD Rampart Division.
26 февраля 1998 года два офицера CRASH из Rampart были лишены своих званий по обвинению в прикрытом избиении и удушении члена Банды 18-й Улицы. Офицер Брайен Хеуитт был обвинен в удушении гангстера в комнате для допросов, когда подозреваемый отказался представить доказательство активности банды. Хеуитт, вместе с офицерами Eтан Коханом и Дэниелом Люханом, не сообщил об этом инциденте. Когда член банды сообщил о своём избиении в больнице, доказательства, включая кровь в комнате для допросов, привлекли этих трёх чиновников к ответственности. Перед советом Правового Правления лишь Люхан был оправдан в его причастности.
В августе 1998 года, в тот же месяц, когда руководитель Бернард Паркс заявил, что реформы Christopher Commission были «по существу закончены», офицер Рафаэль Перес, ветеран департамента с девятилетним стажем, был арестован по обвинению в краже шести фунтов (2 килограмма 400 граммов) кокаина из Подразделения Собственности LAPD. Рафаэля Переса первоначально судили по одному факту присвоения кокаина для продажи, крупной кражи и подделки. После судебного разбирательства с нарушением процедуры 7 декабря того же года, возникло больше сообщений о краже кокаина Пересом. В сентябре 1999 года, в обмен на частичный иммунитет от судебного преследования, он свидетельствовал о фактах злоупотребления и проступков, что угрожало отменить тысячи криминальных осуждений, обвиняя приблизительно семьдесят товарищей офицеров CRASH.
В качестве своей части сделки Рафаэль Перес привлек множество офицеров из антибандитского отдела Rampart Division, описав повседневное избиение членов банд, подкладывание доказательств подозреваемым, фальсификацию сообщений и покрывание неспровоцированных перестрелок.
С мая 2001 года расследование Rampart поставило 58 офицеров перед лицом внутренней администрации. Из них 12 были временно отстранены, семеро ушли в отставку и пятеро закончили карьеру.
Эти события упоминаются иногда как Рампарт-скандал. Государственный Библиотекарь, Кевин Старр, в обсуждении этого неприятного эпизода, записал что «CRASH… стал, в действительности, самой задиристой бандой в городе.»

## В популярной культуре
- Фильм 1988 года Цвета, с Шоном Пенном и Робертом Дювалем в главных ролях, вращается вокруг отдела LAPD C.R.A.S.H.
- Действие игры Grand Theft Auto: San Andreas происходит в вымышленном штате Сан-Андреас, который представляет комбинацию Лос-Анджелеса (Лос Сантос), Сан-Франциско (Сан Фиерро) и Лас-Вегаса (Лас Вентурас) 1990-х гг. Коррумпированные офицеры вымышленного «Департамента Полиции Лос Сантос» являются членами отдела C.R.A.S.H.
  - Действия отдела C.R.A.S.H. (офицеров Тенпенни, Пуласки и Эрнандеса) в видеоигре Grand Theft Auto: San Andreas напоминают о предполагаемой деятельности, в которую их коллеги из реальной жизни были вовлечены (убийство, подброска доказательств, поступок, нападение с причинением физического вреда, фальсификация сообщений и т. д.) Эрнандес, безусловно наименее коррумпированный и наиболее честный полицейский, будучи насильно втянутым в грязные дела своих новых напарников, ближе к концу игры, считает что их действия не могут продолжаться, и сдаёт Тенпенни и Пуласки своему начальству, из-за чего на последних двоих подают в суд, но дело развалилось, спровоцировав бунт в Лос Сантосе, а сам Эрнандес был вычислен как предатель и убит своими бывшими коллегами. Тенпенни и Пуласки вскоре были убиты Карлом Джонсоном.
- Сериал кабельного канала FX The Shield сосредоточен на коррумпированном полицейском отделе под названием Strike Team, смоделированном после отдела CRASH в Rampart Division. Одним из названий, первоначально рассматривавшимся для шоу, было «Rampart».
- Внешние части Rampart Station были показаны в телевизионному шоу 1960-х, Adam-12.
- Рэпер Xzibit произносит «кривозадые копы из Района Rampart» в песне Multiply.
- Рэпер The Game упоминает скандал Rampart в песне с названием «Start from Scratch» из aльбома The Documentary.
- Фильмы Cellular (2004) и Dirty (2005) были вдохновлены скандалом Rampart, в то время как сюжет фильма Training Day (2001) был написан перед инцидентом и изменился, чтобы включить элементы из скандала.
- В разделе Special Features на DVD-версии Cellular есть секция по скандалу Rampart, названная «Code of Silence».
- Ведущий андеграундный рэпер MURS упоминает о своём местном отделе C.R.A.S.H. в песне «Last Night».

## Внешние ссылки
- Meдиa Сообщения o Rampart Scandal
- График времени скандалов в LAPD
- PBS берет интервью у людей, вовлеченных в скандал с Пeрезом
- Полные Копии опроса Рафaeля Пeреза
- Сообщение Независимой Панели Обзора Rampart (16 November 2000).
- LAPD Онлайн — Rampart Пересмотрено